# Adelberg
Adelberg (bis 1851 Hundsholz) ist eine Gemeinde im Landkreis Göppingen in Baden-Württemberg. Sie gehört zur Region Stuttgart (bis 1992 Region Mittlerer Neckar) und zur Randzone der europäischen Metropolregion Stuttgart. Bis 1851 hieß der Ort Hundsholz, danach übernahm er den Namen des nahen Klosters Adelberg.

## Geographie

### Geographische Lage
Adelberg liegt auf dem östlichen Schurwald in 334 bis 473 m Höhe ü. NHN zwischen den Tälern der Rems im Norden und der Fils im Süden. Die Kreisstadt Göppingen befindet sich in Luftlinie etwa 8 Kilometer südöstlich des Orts.

### Klima
Der Jahresniederschlag beträgt 1045 Millimeter. Er liegt damit im oberen Viertel der in Deutschland erfassten Werte, an 87 % der Messstationen werden niedrigere Werte registriert. Der trockenste Monat ist der Februar, der nasseste der Juni (1,9-mal mehr Niederschlag als im Februar). Die Niederschläge variieren stark, an nur 18 % der Messstationen werden höhere jahreszeitliche Schwankungen registriert.

### Nachbargemeinden
Adelberg grenzt an folgende Gemeinde (im Uhrzeigersinn, östlich beginnend):
Börtlingen, Wangen (beide Landkreis Göppingen), Schorndorf, Plüderhausen (beide Rems-Murr-Kreis).

### Gemeindegliederung
Zu Adelberg gehören das Dorf Adelberg, der Weiler Adelberg-Kloster und die Häuser Herrenmühle, Mittelmühle und Zachersmühle. Nassach wurde 1971 nach Uhingen umgemeindet.

### Flächenaufteilung
Nach Daten des Statistischen Landesamtes, Stand 2014.

## Geschichte

### Kloster und altwürttembergisches Klosteramt
Adelberg (bis 1851 Hundsholz) teilte im Wesentlichen die Geschichte des Klosters und Klosteramts Adelberg.

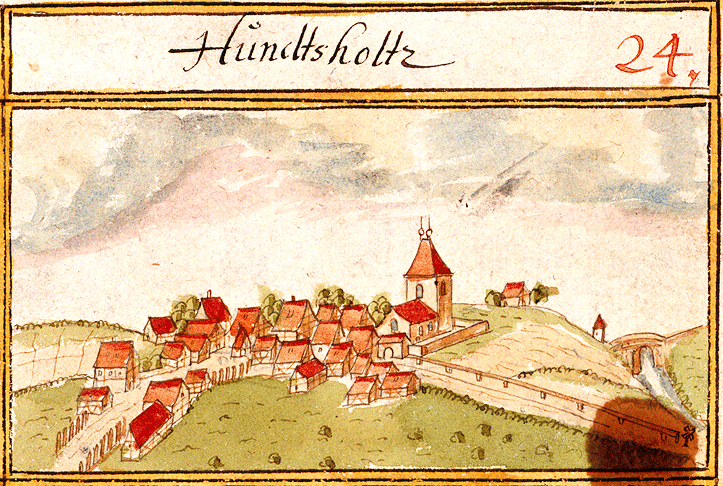
Hundsholz 1685 im Forstlagerbuch von Andreas Kieser

Hundsholz gehörte zur Gründungsausstattung des Klosters. Zunächst unter staufischer Vogtei, gelangten Kloster und Ort im 14. Jahrhundert schließlich an Württemberg, das ab 1500 zum Schwäbischen Reichskreis gehörte. Nach der Reformation, die ab 1535 (endgültig 1565) Fuß fasste, wurde das Klosteramt Adelberg gegründet, zu dem neben dem ehemaligen Kloster auch der alte Klosterbesitz und damit Hundsholz gehörte. 1565 wurde das Kloster, wie zwölf weitere württembergische Männerklöster, unter der Leitung von Christoph Binder in eine evangelische Klosterschule umgewandelt, die bis 1630 bestand. Ihr berühmtester Schüler war 1584–1586 Johannes Kepler. Außerdem war Adelberg Sitz einer der vier Prälaturen (bzw. Generalsuperintendenzen oder Generalate) der württembergischen Landeskirche.

### Entwicklung seit dem 19. Jahrhundert
Nach der Gründung des Königreichs Württemberg wurde der größte Teil des Klosteramts 1807 mit Hundsholz in das Oberamt Schorndorf eingegliedert. 1830 kaufte die Gemeinde Hundsholz die Klostergüter im Dorf und auch das Kloster selbst auf. 1843 wurde das Klostergebiet auch formal eingemeindet und die Gesamtgemeinde nannte sich seit 1851 Adelberg.
Die Kreisreform von 1938 während der NS-Zeit in Württemberg führte zur Zugehörigkeit zum Landkreis Göppingen, die bis heute besteht. Von 1945 bis 1952 gehörte Adelberg zum Nachkriegsland Württemberg-Baden, das 1945 in der Amerikanischen Besatzungszone gegründet worden war. Im Jahre 1952 gelangte die Gemeinde zum neuen Bundesland Baden-Württemberg.

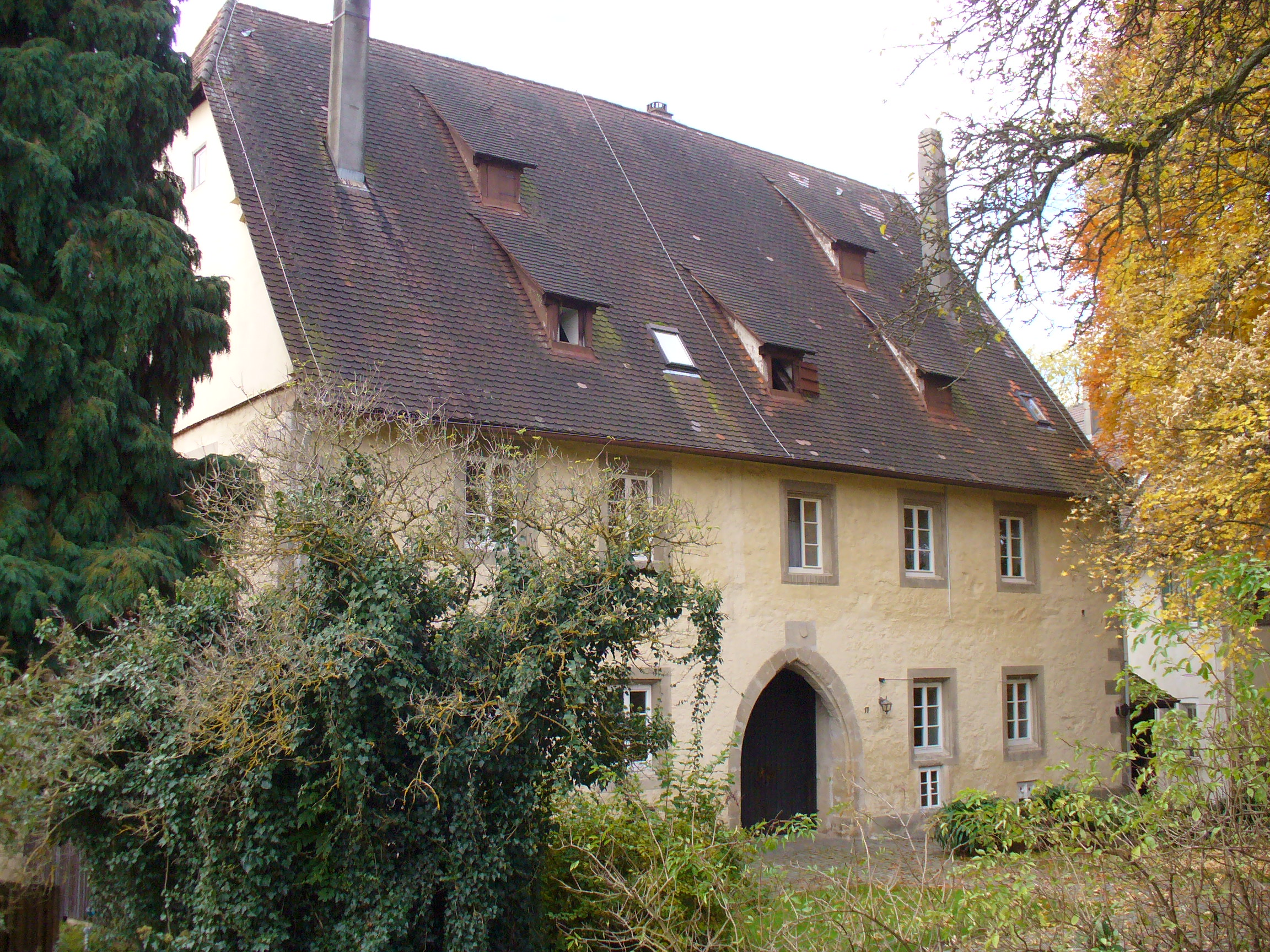
Kloster, Fruchtkasten
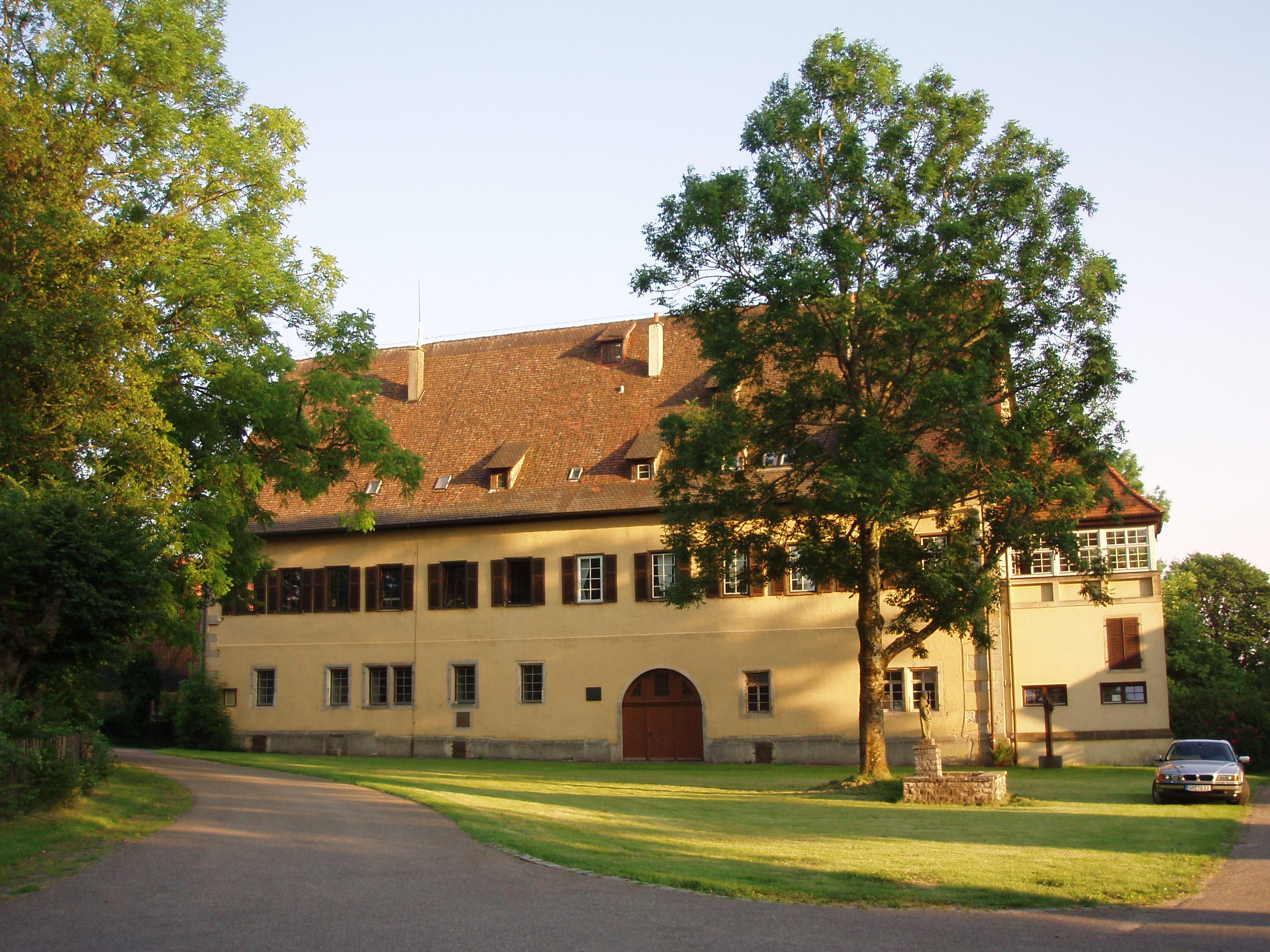
Kloster, Prälatur
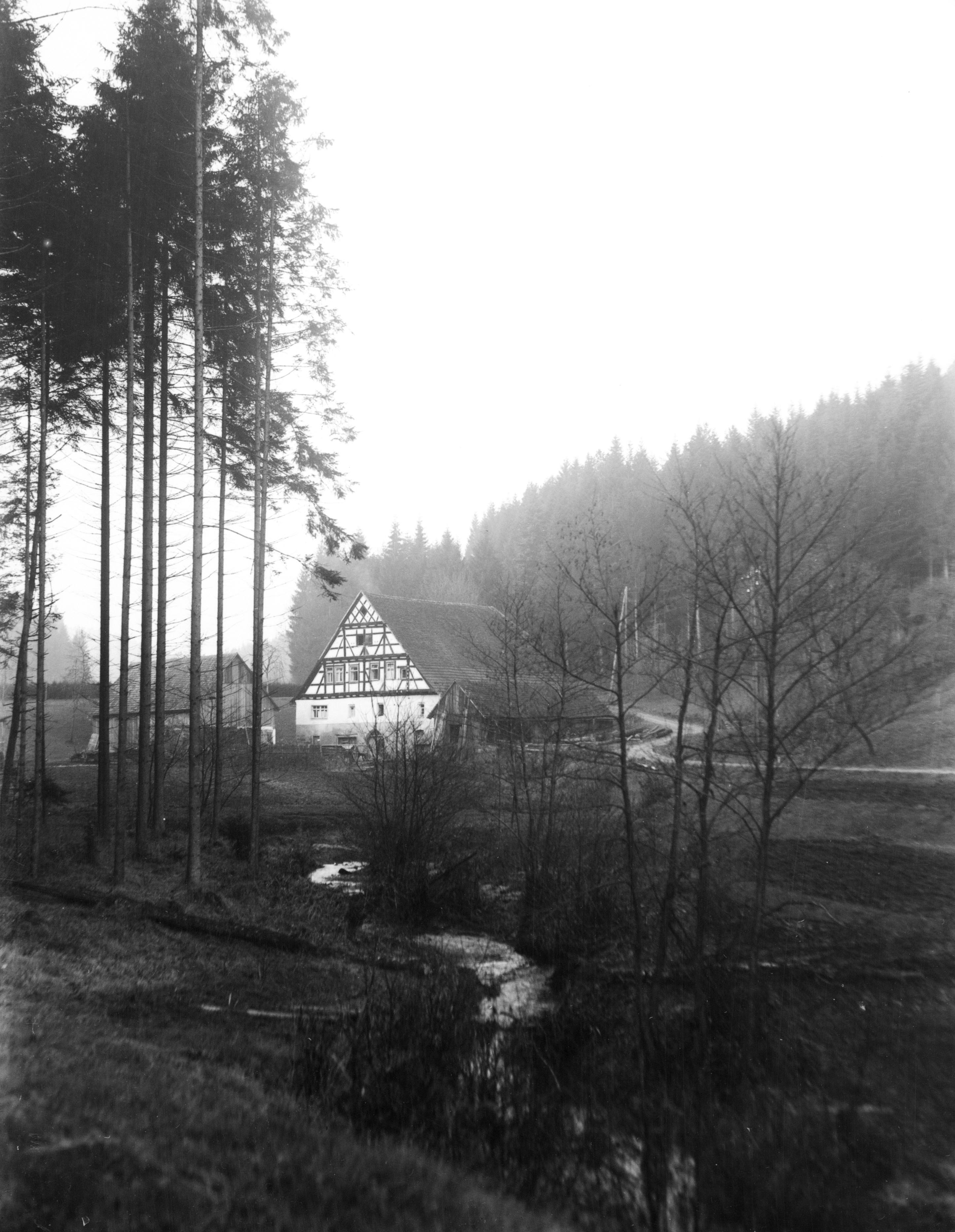
Herrenmühle (ca. 1930)
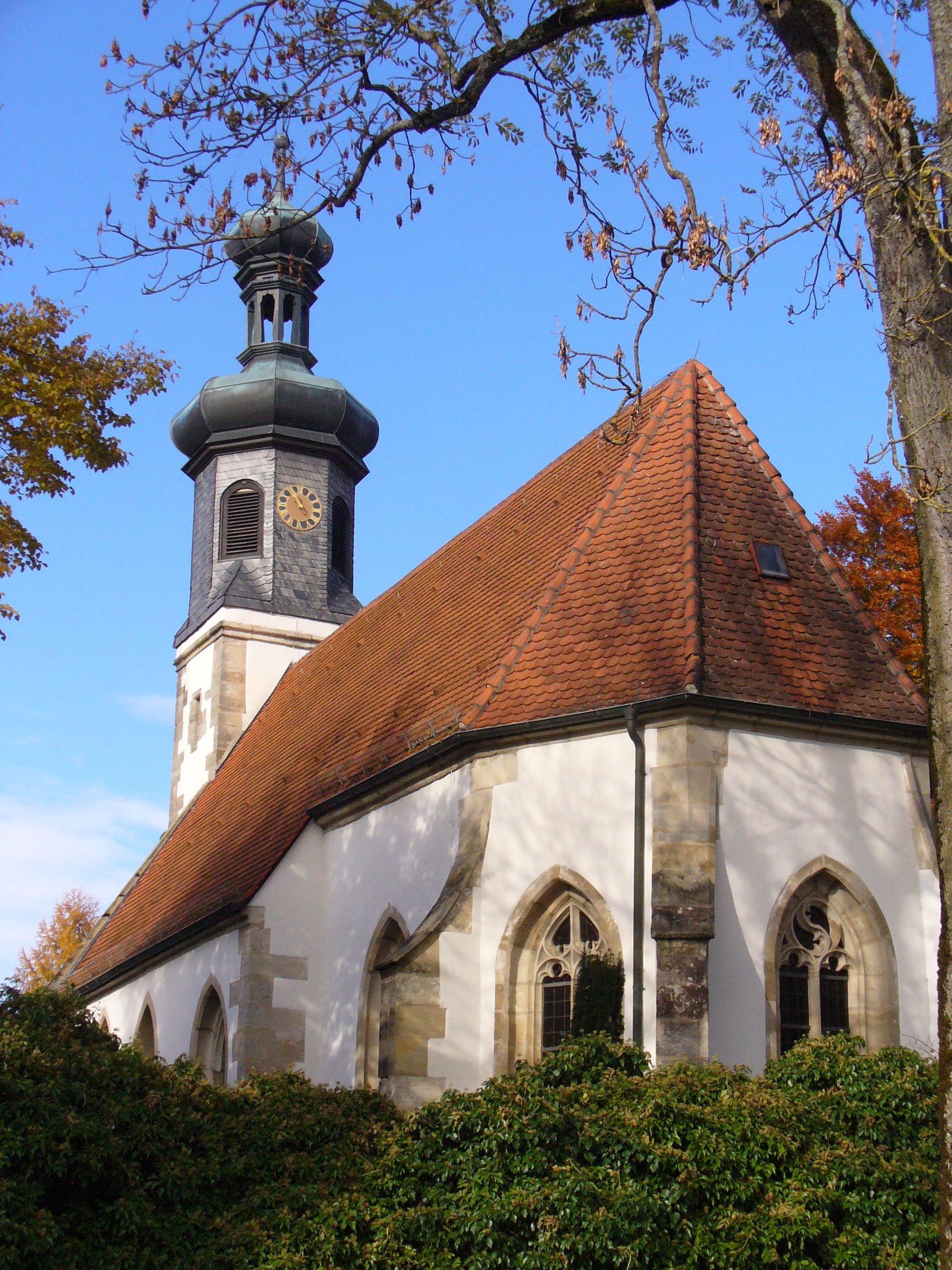
Kloster, Ulrichskapelle

### Ausgliederungen
Am 1. September 1971 wurde ein Gebiet mit damals mehr als 200 Einwohnern an die Nachbargemeinde Uhingen abgetreten.

### Einwohnerentwicklung
Quelle: Statistisches Landesamt Baden-Württemberg für die Daten ab 1961
| Stichtag / -jahr  | Einwohnerzahl |
| ----------------- | ------------- |
| 00. 00. 1525      | 0250          |
| 00. 00. 1721      | 0350          |
| 00. 00. 1769      | 0403          |
| 00. 00. 1851      | 0850          |
| 00. 00. 1907      | 0808          |
| 00. 00. 1912      | 0705          |
| 17. Mai 1939      | 0761          |
| 00. 00. 1946      | 1112          |
| 13. Juli 1950     | 1223          |
| 6. Juni 1961      | 1219          |
| 27. Mai 1970      | 1505          |
| 31. Dezember 1983 | 1646          |
| 25. Mai 1987      | 1710          |
| 31. Dezember 1991 | 1957          |
| 31. Dezember 1995 | 2091          |
| 31. Dezember 2000 | 2041          |
| 31. Dezember 2005 | 2042          |
| 31. Dezember 2010 | 2006          |
| 31. Dezember 2015 | 1956          |
| 31. Dezember 2020 | 1989          |

## Politik

### Verwaltungsverband
Adelberg gehört mit Birenbach, Börtlingen und Rechberghausen dem Gemeindeverwaltungsverband „Östlicher Schurwald“ an, der seinen Sitz in Rechberghausen hat.

### Bürgermeister
Bürgermeisterin der Gemeinde ist seit Juni 2010 Carmen Marquardt, die bei der Bürgermeisterwahl am 15. März 2010 mit 60,7 Prozent der Stimmen im ersten Wahlgang gegen ihren Vorgänger Wolf-Dieter Hermann gewann. Hermann war 16 Jahre Bürgermeister in Adelberg. Carmen Marquardt wurde am 11. März 2018 mit 72,3 % der Stimmen wiedergewählt.

### Gemeinderat
Der Gemeinderat in Adelberg besteht aus den 10 gewählten ehrenamtlichen Gemeinderäten und der Bürgermeisterin als Vorsitzende. Die Bürgermeisterin ist im Gemeinderat stimmberechtigt. Die Kommunalwahl am 9. Juni 2024 führte zu folgendem Ergebnis. Die Wahlbeteiligung betrug 74,41 % (2019: 72,38 %).
| Partei / Liste           | Stimmenanteil | Sitze | Vergleich 2019   |
| Miteinander für Adelberg | 35,15 %       | 3     | 47,54 %, 5 Sitze |
| Perspektive Adelberg     | 25,26 %       | 3     | 30,31 %, 3 Sitze |
| Adelberger Impuls        | 22,31 %       | 2     | 22,15 %, 2 Sitze |
| Wir für Adelberg!        | 17,28 %       | 2     | 0 %, 0 Sitze     |

### Wappen und Flagge
| Wappen von Adelberg | Blasonierung: „Geteilt von Gold und Schwarz; oben ein (von hinten gesehen) nach links springender Eber, unten ein nach rechts springender Hund in verwechselten Farben.“                               |
| Wappen von Adelberg | Wappenbegründung: Der Eber entstammt dem Wappen des früheren Klosters Adelberg, während der Hund auf den alten Namen des Ortes Hundsholz hinweist. Die Farben der Gemeinde Adelberg sind Schwarz-Gelb. |

Wappen und Flagge wurden am 7. April 1959 offiziell verliehen.

### Partnerschaften
Partnergemeinde von Adelberg ist Lichtensteig im Kanton St. Gallen in der Schweiz.

## Wirtschaft und Infrastruktur
Adelberg gehört zur Randzone der Metropolregion Stuttgart.

### Verkehr
An das überörtliche Straßennetz ist Adelberg durch die Landesstraße 1147 an die Gemeinde Rechberghausen und den zu Schorndorf gehörenden Stadtteil Oberberken angeschlossen. Die von der Regionalbus Stuttgart bediente Buslinie 260 (Göppingen–Schorndorf) schließt Adelberg an den öffentlichen Personennahverkehr an. Von 1912 bis 1962 war die vier Kilometer von Adelberg entfernte Bahnstation Adelberg-Börtlingen der Hohenstaufenbahn in Betrieb.

### Bildung
Adelberg verfügt über eine eigene Grundschule. Weiterführende Schulen gibt es in den Nachbarorten.

### Industrie
Das größte Industrieunternehmen und der größte Arbeitgeber (650 Mitarbeiter) ist die Firma ERNI Electronics. ERNI ist Hersteller von industriellen Steckverbindern, beispielsweise für die Automobilindustrie, und hat neben der Produktionsstätte im Industriegebiet einen weiteren Standort im Dorf.

## Kultur und Sehenswürdigkeiten

### Bauwerke
- Der in der evangelischen Ulrichskapelle im Kloster befindliche Hochaltar mit Tafelgemälden von Bartholomäus Zeitblom wurde von der Denkmalstiftung Baden-Württemberg zum Denkmal des Monats März 2010 ernannt.
- Die Dorfkirche im Ort, heute Pfarrkirche der evangelischen Kirchengemeinde Adelberg[6] im Kirchenbezirk Göppingen, entstand 1490–1493 und besitzt eine Predella, die ebenfalls der Zeitblom-Werkstatt zugeschrieben wird. Die gesamte farbige Fensterverglasung stammt von 1972, das mittlere der fünf Chorfenster zeigt das „Licht in der Finsternis“. Ein Passionszyklus-Gemälde von 1980 des Adelberger Künstlers Ernst Lutz (1941–2008) ist als Dauerleihgabe der Kommune in der Kirche ausgestellt.

### Museen
- Museum in der Klostervilla

### Regelmäßige Veranstaltungen
- Adelberger Nachmittag der Geschichte
- Freilichtspiele Kloster Adelberg

## Söhne und Töchter der Gemeinde
- Karl Friedrich Harttmann (1743–1815), Theologe, Kirchenlieddichter
- Dieter Remppel (* 1940), Politiker (CDU), Landtagsabgeordneter 1984–1996